# Incontro a Bataan
Incontro a Bataan (Somewhere I'll Find You) è un film statunitense del 1942 diretto da Wesley Ruggles.